# 사하라 아랍 민주 공화국의 국제적 승인

사하라 아랍 민주 공화국의 국제적 승인:
서사하라
사하라 아랍 민주 공화국을 독립국으로 승인한 국가
사하라 아랍 민주 공화국을 독립국으로 승인에 대한 승인을 철회, 동결, 중단한 국가

사하라 아랍 민주 공화국의 국제적 승인은 사하라 아랍 민주 공화국을 독립국으로 승인하거나 결정하는 과정을 가리키는 용어이다. 유엔 회원국들 중에선 46개국이 사하라 아랍 민주 공화국을 독립국으로 승인하였다.

## 설명
사하라 아랍 민주 공화국은 현재 미승인국가로 분류되고 있으며 대한민국은 사하라 아랍 민주 공화국을 모로코의 일부로 간주하고 있다. 다만 인도나 알바니아, 엘살바도르와 같이 사하라 아랍 민주 공화국을 독립국으로 인정했지만 나중에 철회한 국가도 존재한다. 사하라 아랍 민주 공화국을 독립국으로 승인한 나라는 유럽, 북아메리카에선 없으며 아시아에선 동티모르, 라오스, 이란, 베트남, 조선민주주의인민공화국, 시리아만이 사하라 아랍 민주 공화국을 독립국으로 승인하였다. 전체 유엔 회원국들 중에서 46개의 국가만 사하라 아랍 민주 공화국을 독립국으로 승인했기 때문에 과반수 이상의 유엔 회원국들은 사하라 아랍 민주 공화국을 독립국으로 승인하지 않았으며 사하라 아랍 민주 공화국을 승인하지 않은 국가들은 사하라 아랍 민주 공화국을 모로코의 일부로 간주하고 있다.

## 사하라 아랍 민주 공화국을 독립국으로 승인한 국가 목록
다음은 사하라 아랍 민주 공화국을 독립국으로 승인한 국가들의 목록이다.

## 아시아
- 동티모르
- 라오스
- 베트남
- 시리아
- 예멘
- 이란
- 조선민주주의인민공화국
- 캄보디아

## 아프리카
- 가나
- 나미비아
- 나이지리아
- 남수단
- 남아프리카 공화국
- 라이베리아
- 레소토
- 르완다
- 리비아
- 말리
- 모리셔스
- 모리타니
- 모잠비크
- 보츠와나
- 시에라리온
- 알제리
- 앙골라
- 에티오피아
- 우간다
- 짐바브웨
- 케냐
- 탄자니아

## 오세아니아
- 바누아투

## 아메리카
- 니카라과
- 멕시코
- 베네수엘라
- 벨리즈
- 볼리비아
- 에콰도르
- 온두라스
- 우루과이
- 코스타리카
- 콜롬비아
- 쿠바
- 트리니다드 토바고
- 파나마
- 파라과이
- 페루

이중에서 사하라 아랍 민주 공화국과 수교하여 관계를 맺고 있는 나라는 알제리, 앙골라, 모잠비크, 조선민주주의인민공화국, 르완다, 탄자니아, 에티오피아, 베트남, 캄보디아, 라오스, 가나, 가이아나, 니카라과, 우간다, 멕시코, 레소토, 쿠바, 이란, 시에라리온, 보츠와나, 짐바브웨, 바누아투, 모리셔스, 베네수엘라, 볼리비아, 나이지리아, 콜롬비아, 벨리즈, 온두라스, 나미비아, 동티모르, 남아프리카 공화국, 케냐, 우루과이, 남수단이 있으며 예멘, 파나마, 시리아, 리비아, 말리, 페루, 트리니다드 토바고는 사하라 아랍 민주 공화국을 독립국으로 승인했지만 수교하여 관계를 맺고 있지는 않다.

## 같이 보기
- 미승인 국가 목록
- 사하라 아랍 민주 공화국